# Christoph Friedrich von Stälin
Christoph Friedrich von Stälin (Calw, 4 agosto 1805 – Stoccarda, 12 agosto 1873) è stato un bibliotecario e storico tedesco.
Dal 1821 al 1825 studiò filosofia, teologia e filologia presso le università di Tubinga e Heidelberg, dove Georg Friedrich Creuzer fu un'influenza importante nella sua carriera. Successivamente, divenne bibliotecario presso la Royal Library di Stoccarda, dove nel 1869 fu nominato come direttore. Con Georg Waitz e Ludwig Häusser, fu redattore della rivista, Forschungen zur Deutschen Geschichte ("Ricerca di storia tedesca").
Le sue migliori opere fu una storia del Württemberg, pubblicata in quattro parti dal 1841 al 1873:
- Wirtembergische Geschichte.
  - Volume 1: Schwaben und Südfranken von der Urzeit bis 1080 (1841).
  - Volume 2: Schwaben und Südfranken : Hohenstaufenzeit; 1080 - 1268 (1847).
  - Volume 3: Schwaben und Südfranken : Schluss d. Mittelalters; 1269 - 1496 (1856).
  - Volume 4: Schwaben und Südfranken vornehmlich im 16. Jahrhundert : Zeit d. württ. Herzoge Eberhard II., Ulrich, Christoph, Ludwig; 1498 - 1593 (1873).[3]